# Clave
Pour les articles homonymes, voir Clave (genre musical) et Claves.
 (avril 2024).
Si vous disposez d'ouvrages ou d'articles de référence ou si vous connaissez des sites web de qualité traitant du thème abordé ici, merci de compléter l'article en donnant les références utiles à sa vérifiabilité et en les liant à la section « Notes et références ».

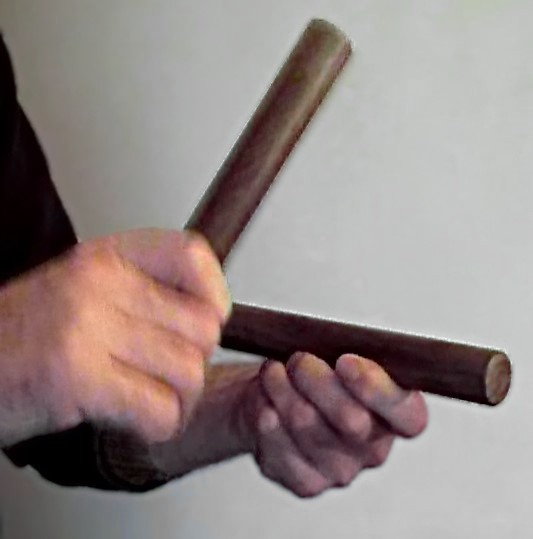
Jouer avec une paire de claves

La clave est un rythme joué avec l'instrument de percussion qu'on appelle les claves. La clave, instrument et rythme, est d'origine africaine, même si le nom est espagnol et signifie « clef ». On rencontre le concept de clave et l'instrument chez tant de peuples en Afrique, qu'il est pratiquement impossible de savoir de quelle région ils proviennent.
C'est donc géographiquement et historiquement un lien parfait entre toutes les nations africaines, qui se retrouvèrent, malgré elles, mélangées à Cuba[réf. nécessaire].

## Étymologie
Clave est un mot espagnol qui signifie « code », « clé », comme dans la clé d'un mystère ou d'une énigme, ou « clé de voûte », la pierre en forme de coin au centre d'une arche qui relie les autres pierres entre elles. Le rythme a également donné son nom aux claves instrument de musique afro-cubain composé d'une paire de bâtons en bois dur

## Caractéristiques
Le rythme de la clave consiste en une mesure de tension rythmique par relation avec la pulsation contenant trois sons (aussi appelée tresillo en espagnol) et une mesure de détente rythmique contenant deux sons.
Chacune des deux mesures contient deux pulsations. Autrefois, on écrivait les musiques populaires en 
 (deux noires par mesure), la musique cubaine passant de l'oral à l'écrit n'échappa pas à la règle. Aujourd'hui, c'est écrit en 
, à savoir deux blanches par mesure, ce qui permet d'éviter les surcharges d'écriture en triples-croches notamment pour certaines phrases comme celles des cuivres et des saxes. Toutefois, certains musiciens de style latin manquant de savoir théorique confondent 
 et 
, du fait de la similarité d'écriture à l'intérieur de chaque mesure. Or, 
 est une mesure à quatre temps, non à deux, ce qui change considérablement le swing de cette musique, d'où une manière un peu sautillante et énervée, non point énergique, d'exécuter les morceaux du genre au sein des groupes amateurs.
En réalité, seuls le cha-cha-cha et le boléro peuvent être entendus en 
 sans altération du swing. Enrique Jorrín, inventeur du cha-cha-cha, disait lui-même l'avoir créé afin que les Blancs puissent danser.
Quant au boléro, sa racine espagnole explique peut-être l'absence de cycle long et de polyrythmie en son sein. Notons que le cha-cha-cha et le boléro sont souvent joués sans qu'il y soit trouvable un « sens de clave » évident.
Voici donc l'appui des accents de la clave (du son) par rapport aux pulsations en 
. Les X sont les golpes, coups en espagnol, pensés en tant que croches, les points . des demi-soupirs.
Tension          |     Détente
```
1 . & . 2 . & . |3 . & . 4 . & .
X . . X . . X . |. . X . X . . .
```

C'est la forme 3/2 (1-2-3 | 1-2)
On trouve aussi la forme inversée : 2/3 dans la salsa et aussi la musique cubaine à partir des années 1970. Avant les musiciens considéraient jouer en levée, en anacrouse du 3-2. Ce rythme se retrouve notamment dans la rumba cubaine (Guagancó, Yambù, …), le son cubain, et la salsa.

### Pulsation
La caractéristique la plus remarquable et unique de la musique cubaine est peut-être le concept binomique - et la cellule rythmique - appelé clave. Cette cellule est souvent jouée avec l'instrument connu sous le nom de clave, et parfois d'autres instruments. La cellule de la clave est utilisée dans la salsa contemporaine dans quasiment tous ses styles rythmiques :
La clave ci-dessus est écrite dans la notation contemporaine en 
. Traditionnellement, la clave était écrite en 
 mais elle a subi plusieurs transformations avec les années. La clave est une cellule comprenant deux figures rythmiques en relation de tension - relaxation. Elle est structurée dans une phrase de deux mesures qui tiennent ensemble grâce à une pulsation d'une blanche sur les temps 1 et 3. C'est la pulsation qui maintient la stabilité du rythme, car beaucoup de parties polyrythmiques jouées par les différents instruments d'un ensemble tendent à être syncopées, ce qui accentue les hauts-bas du tempo.
Fernando Ortiz Fernández considère la cellule de la clave comme une des nombreuses cellules rythmiques afro-cubaines, laquelle est subdivisée en deux parties distinctes qui demeurent invariables. Il y a une mesure de trois notes et une autre de deux notes, et elles peuvent être jouées de deux façons : « trois-deux » ou « deux-trois », en fonction de la mesure qui est la première. La pulsation reste inchangée.
Pour comprendre le développement de la clave, il est préférable de se référer à la musique religieuse d'Afrique. Le concept de phrase binomique se retrouve dans beaucoup de rythmes du folklore africain (par exemple l'abakua, rythme rituel Carabali), avec une pulsation qui sert comme une sorte de « dénominateur commun ». Beaucoup de ces rythmes furent amenés aux Caraïbes avec les esclaves, en particulier les rythmes de la culture Yoruba du Nigeria. Beaucoup de ces rythmes contiennent une structure rythmique connue comme clave 
, de débit ternaire, donc, mais toujours en deux parties, d'où le terme binomique :
Après une série de transformations, la clave 
 a donné naissance à la clave du son, laquelle était traditionnellement écrite en 
. La première mesure est considérée comme "fuerte" (forte) et elle est appelée tresillo (triplet) ; la deuxième est debil (faible), ce qui définit une relation tension-relaxation :

### Période contemporaine

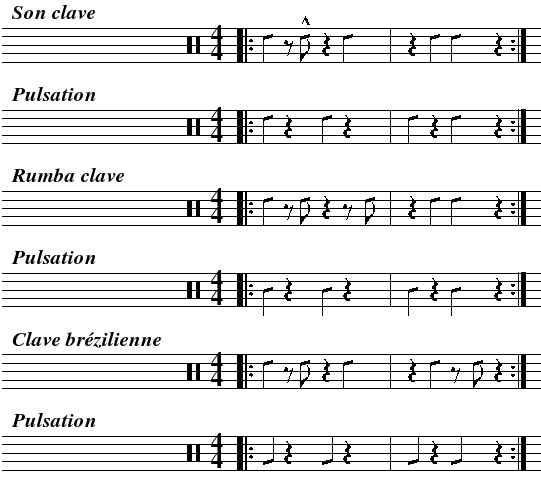
Clave du son et de la rumba (cliquer pour agrandir).

La transformation finale fut d'écrire la clave en 
. Le facteur important est que la clave doit maintenir sa relation fixe sur deux mesures. C'est extrêmement important pour l'arrangeur, les musiciens et enfin, les danseurs. La clave du son continue d'être la forme de clave la plus usitée dans de nombreux styles de danses contemporaines. Ses contours sont peut-être plus faciles à suivre pour des oreilles occidentales étant donné qu'elle ne contient qu'une seule note syncopée, celle de la deuxième moitié du deuxième temps de la mesure à trois notes de la clave, laquelle est dite bombo. Cette note syncopée est parfois accentuée.
Le bombo est une grosse caisse que jouent les percussionnistes lors du carnaval. Son accent rythmique souligne le même endroit de la clave précité.
La clave de la rumba contient deux notes syncopées ; en plus du bombo, l'autre accent tombe sur la 2e croche du quatrième temps de la première mesure. Cette syncope est perturbante à l'oreille car elle est proche de la première pulsation de la deuxième mesure à deux-deux (2 blanches). C'est pourquoi, lorsqu'on étudie, il est préférable de pratiquer la clave avec la pulsation, ce qui permet d'entendre la syncope et de réaliser qu'elle fait bel et bien partie de la mesure à trois notes même si son sens musical est bien d'anticiper la troisième pulsation du binôme de la clave. S'il est possible de parler de dizaines de sortes de claves qui correspondent a autant de genres de musiques, à la base il y en a trois principales : la clave des musiques afro-cubaines rituelles en 
, celle du Son et celle de la rumba. La maîtrise instrumentale de ces claves permet d'aiguiser la perception des autres instruments de l'orchestre. Cette étude est indispensable à la maîtrise des styles de musique dont elle constitue la base rythmique.
En sus des deux types de clave déjà mentionnés, la clave brésilienne aussi appelée fréquemment clave bossa nova est d'usage courant non seulement dans la musique brésilienne mais aussi dans la musique afro-uruguayenne, nommée Candombé. Les musiciens cubains l'emploient parfois.
Un exercice simple et efficace consiste à taper un des rythmes, par exemple la clave, sur le genou avec la main, alors que l'on tape l'autre sur une table, afin de bien différencier les sons. Les deux sons distincts facilitent l'apprentissage et permettent de bien mettre en évidence les deux rythmes composant la cellule rythmique de base de ces musiques ainsi que l'alternance tension-relaxation qui leur est propre et leur donne leur caractère particulier.

### Rythme
Dans les styles traditionnels de musique comme le son, les temps forts sont les temps 2 et 4 sur une mesure à 4 temps, et 3 et 6 sur une mesure à 6 temps. Le morceau et donc la clave commencent et ils se terminent alors sur le quatrième ou sixième temps. Dans ce cas, tous les exemples de rythmes ci-dessus doivent être décalés d'un temps vers la gauche.

### Phrasé
La clave sert de fondation à la plupart des rythmes de styles musicaux comme la salsa, la rumba, le son, la musique brésilienne et uruguayenne (candombé, milonga urbana). Les cellules instrumentales, les phrases mélodiques et même l'improvisation se résolvent autour d'elle. Cette relation unique de la clave par rapport à tous les autres instruments reste fixe. Ceci pour dire qu'une fois que la clave a commencé, elle ne s'arrête pas et elle ne s'inverse pas. Le résultat est qu'il existe une condition connue comme être cruzado (croisé en espagnol), ce qui revient à dire être en dehors de la clave ou du mauvais côté de la clave.
La cellule de base de la clave est sur deux mesures. Il s'ensuit que dans une succession de phrases musicales composées chacune d'un nombre pair de mesures, la clave ne va jamais s'inverser. Cependant, même la meilleure musique peut vite devenir ennuyeuse si elle n'est composée que de phrases musicales ayant un nombre pair de mesures.
Le morceau Ahora si de l'album Recordando el ayer de Celia Cruz, Johnny Pacheco, Justo Betancourt et Papo Lucca nous permet de comprendre ce qu'il en est. Il a la structure suivante :
| Intro    | 12 mesures | clave 2-3    |
| Verset A | 9 mesures  | clave 2-3    |
| Verset B | 9 mesures  | clave 3-2    |
| Verset C | 16 mesures | clave 2-3    |
| Montuno  | 8 mesures  | clave 2-3... |

La règle de base est la suivante : la clave reste fixe et les phrases se résolvent autour d'elle. Un nombre pair de mesures n'implique aucun changement de la direction de la clave, tandis qu'un nombre impair de mesures crée un changement de direction. Ce changement affecte chaque cellule instrumentale car la phrase va commencer maintenant avec la direction opposée de la clave.
L'autre point à noter est que l'inversion (turn-around) n'a pas obligatoirement besoin d'être une phrase entière ; une simple mesure agit souvent comme le point de pivot entre deux phrases, et elle consiste en général en une simple coupure (break) jouée par tout l'ensemble ou par la section rythmique. L'exemple le plus commun de ceci est une autre cellule rythmique qu'Ortiz appelle conga, cellule qui tombe sur la partie à trois notes de la clave et qui renforce les deux dernières notes du tresillo.

## Musiciens notables
- Juan Bartolomeo (†)[réf. souhaitée]
- Kevin Schmitz